# Selecció Catalana de Curses de Muntanya
La selecció catalana de curses de muntanya és l'equip d'esportistes catalans que competeixen internacionalment en els campionats de curses de muntanya de manera oficial sota la jurisdicció de la Federació d'Entitats Excursionistes de Catalunya (FEEC). Des del juliol de 2008 no és membre de ple dret, si no membre associat després de la dissolució de la Federació d'Esports en Altura (FSA) per crear un nou ens internacional. El canvi de fereracions no va estar exempt de polèmica, ja que certs sectors propers a la reivindicació perquè les seleccions catalanes puguin competir a nivell internacional, van voler veure una jugada bruta per part de la Federació Espanyola d'Esports de Muntanya (FEDME) amb l'objectiu d'entrar-hi i, alhora, fer fora la federació basca i catalana., tot i que en un comunicat posterior, la mateixa ISF desmentí tal propòsit.

## Copa del Món(Skyrunner World Series)
La selecció catalana de curses de muntanya és la gran dominadora de la competició després de guanyar els campionats dels anys 2005, 2006, 2007, 2008, 2009 i 2010.
Els anys 2003 i 2004 la competició va ser únicament individual i no va ser fins al 2005 que es va instaurar la competició per equips.
| Copa del Món de curses de muntanya | |               |
| Any                                | Curses | Classificació |
| 2005                               | Zegama · Valmalenco-Valposchiavo · Dolomites · 6000D · Pikes Peak · Sentiero delle Grigne · Mt. Kinabalu         | Campions      |
| 2006                               | Hidalgo · Zegama · Valmalenco-Valposchiavo · Ontake · Dolomites · Andorra · Sentiero delle Grigne · Mt. Kinabalu | Campions      |
| 2007                               | Berga · Corteno Golgi · Vallnord · Dolomites · Mt. Kinabalu · Ontake · Zegama                                    | Campions      |
| 2008                               | Berga · Valmalenco-Valposchiavo · Vallnord · Mt. Kinabalu · Fort William · Sentiero delle Grigne                 | Campions      |
| 2009                               | Irazú · Zegama · Vallnord · Giir di Mont · Pikes Peak · Ben Nevis · Mt. Kinabalu                                 | Campions      |
| 2010                               | Zegama · Chaberton · Pikes Peak · Sentiero delle Grigne · Mt. Kinabalu                                           | Campions      |

A nivell individual masculí destaquen: 
- Agustí Roc i Amador, campió del món els anys 2004 i 2005, subcampió l'any 2006 i quart el 2007.
- Kílian Jornet i Burgada, Campió del món l'any 2007, 2008 i 2009.
- Tòfol Castanyer (2007-2009), tercer l'any 2007, subcampió el 2009 i Campió del món l'any 2010.
- Jessed Hernàndez, novè l'any 2006, cinquè l'any 2007, i subcampió l'any 2006.
- Joan Colomer, quart els anys 2003 i 2004.

En la competició femenina destaquen:
- Anna Serra, campiona del món l'any 2004, i subcampiona el 2003.
- Teresa Forn, campiona del món l'any 2003 i quarta el 2004.
- Ester Hernández, tercera en els anys 2004, 2005 i 2006.
- Roser Español Bada, cinquena l'any 2005.
- Mònica Ardid Ubed, setena l'any 2006.

## Campionat d'Europa
El campionat d'Europa es disputa de manera individual en una sola cursa.
L'any 2007 es va córrer a Valmalenco-Valposchiavo, essent Kilian Jornet el millor català, assolint la sisena posició.

## Campionat del Món d'Esports d'Altitud - Sky Games
Els esportistes de la selecció catalana també van competir en algunes de les modalitats del Campionat del Món d'Esports d'Altitud que es van celebrar el 2006 a Vallnord (Andorra), en els quals la delegació catalana va encapçalar el medaller amb 4 medalles d'or, dues d'argent i dues de bronze.